# ولاية سليانة
تنتمي ولاية سليانة إلى إقليم الشمال الغربي للبلاد التونسية وتضم 11 معتمدية. ومن أهم مدنها : برقو (الربع)، كسرى، بوعرادة، قعفور، الكريب، العروسة، الأخوات، سيدي بورويس، مكثر، الروحية.

## الجغرافيا

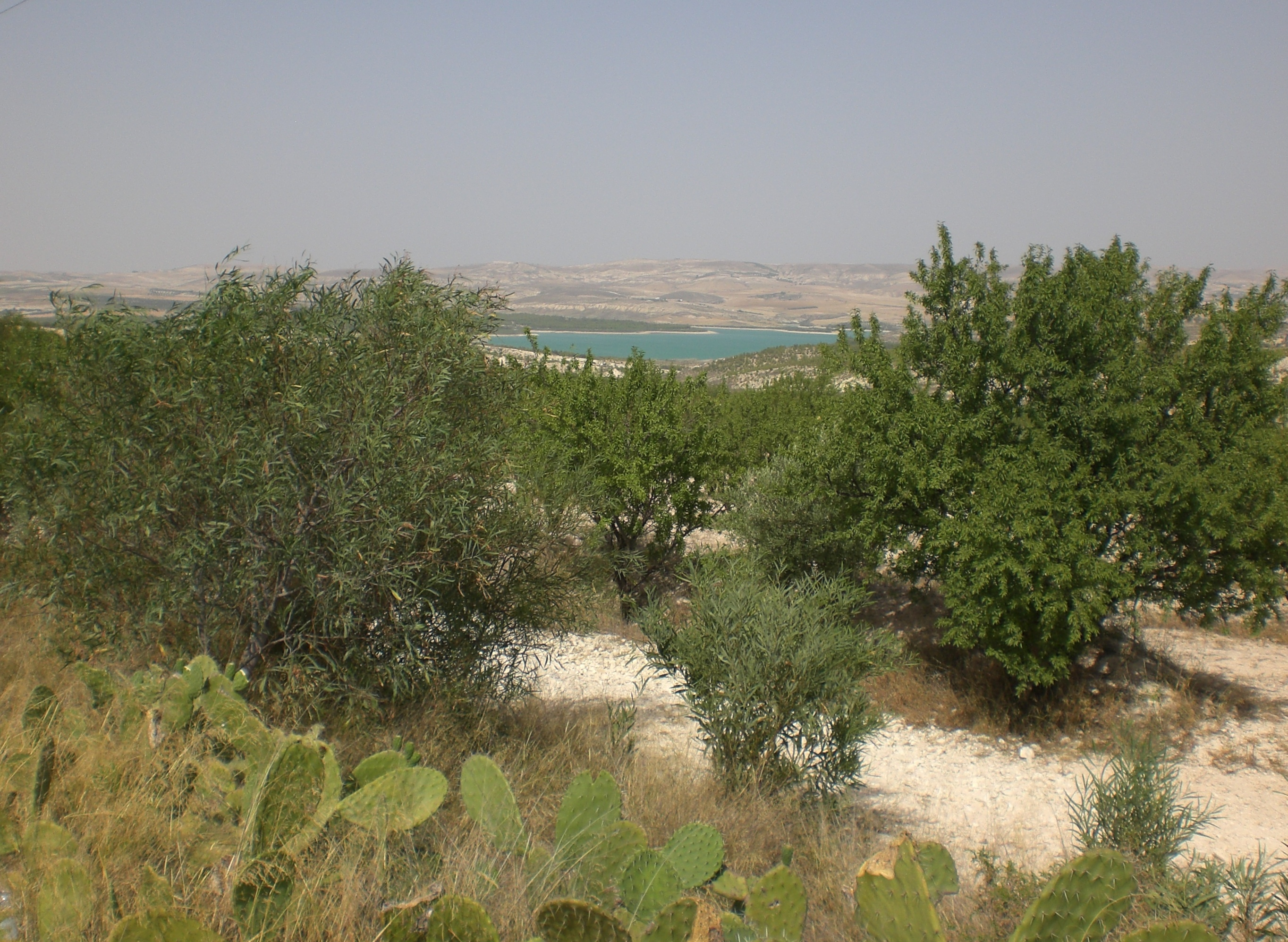
سد سليانة

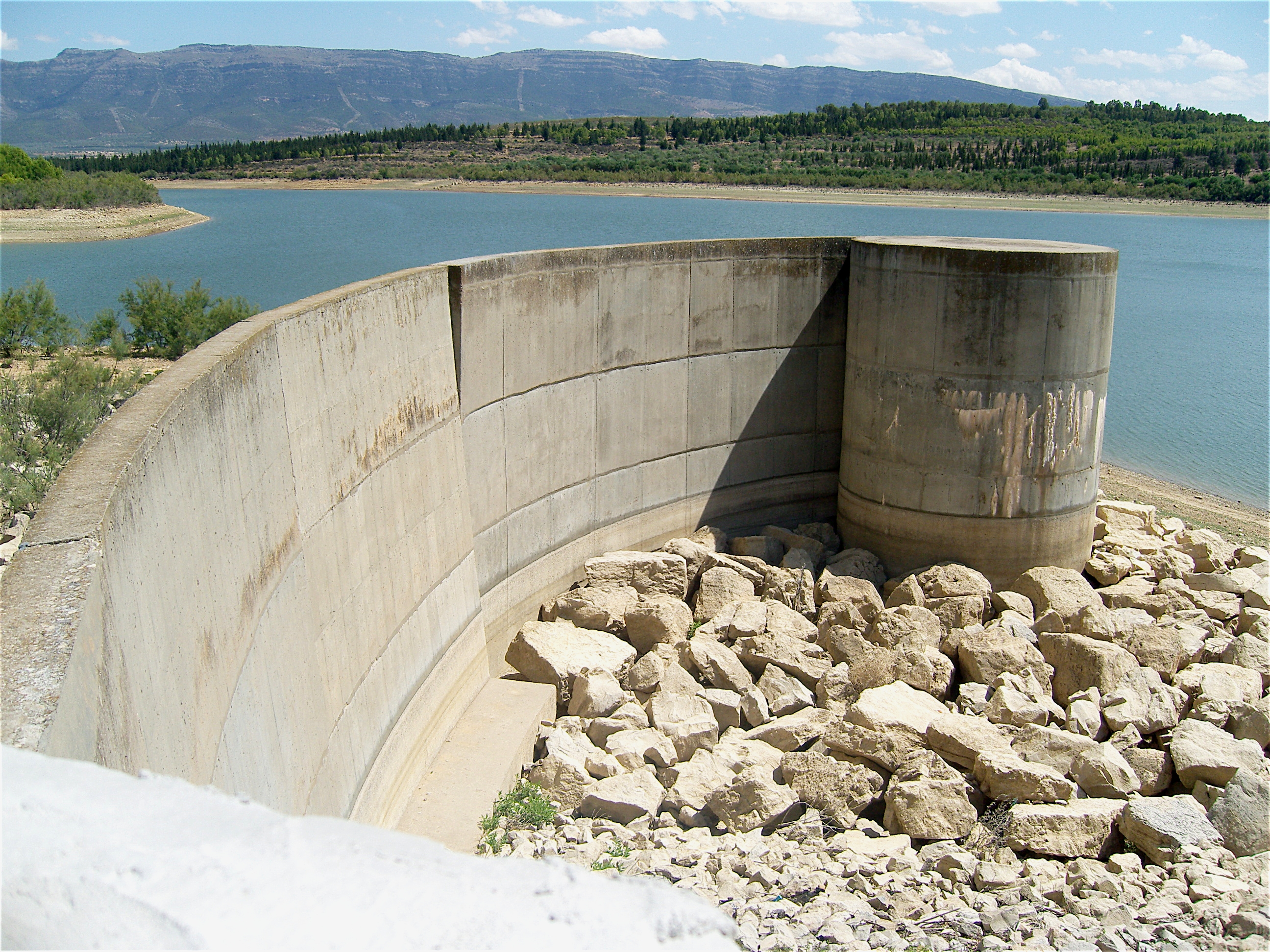
سد الأخماس

تتميز بموقع جغرافي هام نظرا لقربها من العاصمة (127كلم) وتوسطـها لسبع ولايات (باجة، جندوبة، الكاف، القصرين، سيدي بوزيد، القيروان وزغوان).
وتمسح الولاية 4642 كلم2 أي ما يمثل على التوالي 3 % من مساحة البلاد و28 % من مساحة الإقليم.
| المعتمدية                      | عدد السكان (2004) |
| ------------------------------ | ----------------- |
| برقو                           | 13٬823            |
| بوعرادة                        | 20٬877            |
| العروسة                        | 9٬783             |
| الكريب                         | 21٬546            |
| ڨعفور                          | 17٬963            |
| كسرى                           | 17٬763            |
| مكثر                           | 31٬139            |
| الروحية                        | 29٬991            |
| سيدي بورويس                    | 15٬712            |
| سليانة الشمالية                | 26٬102            |
| سليانة الجنوبية                | 29٬286            |
| المصدر : المعهد الوطني للإحصاء |                   |

## الاقتصاد
يرتكز اقتصاد الولاية على الفلاحة حيث تمثل الأراضي الصالحة للفلاحة حوالي 95% من مساحة الولاية.

### الزراعة والثروة الحيوانية
تساهم في الإنتاج الوطني بنسبة 13% من الحبوب و 8% من اللحوم الحمراء و 5% من الألبان.

### الصناعة
تتوفر بالولاية 5 مناطق صناعية على مساحة 50,2 هك.

### التعدين
كما تحتوي الولاية على مدخرات هامة من المواد الإنشائية تفوق 40 موقعا .

## السياحة

### الآثار
تتوفر مواقع أثرية متنوعة (1800 موقع) من أهمها جامة أو زامة ريجيا الأثري حيث دارت المعركة الأخيرة لحنبعل ضد روما إضافة إلى كسرى البربرية ومكثر الرومانية ومستي.

### الكهوف

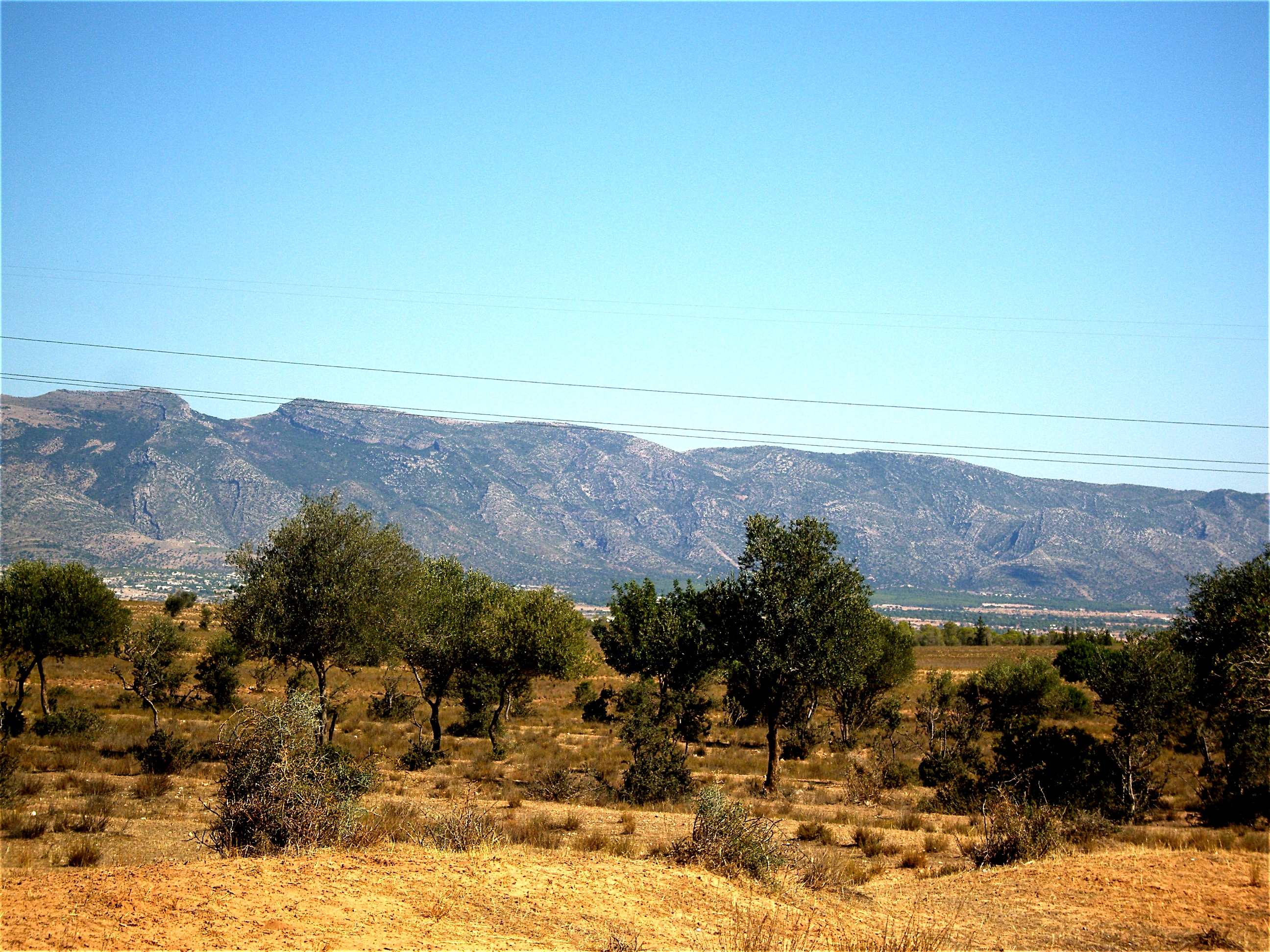
جبل السرج

جبل السرج من أهم مواقع الاستغوار في تونس - وهو نشاط استكشاف الكهوف. وفيه أعمق مغارة بالبلاد التونسية وهي مغارة عين الذهب.

## من أعلام الولاية
- أحمد بن أبي الضياف
- الهادي الجويني
- حمة الهمامي
- محمد صالح العياري